# Amanti e segreti
Amanti e segreti è una serie televisiva del 2004 in sei puntate, prodotta da Rai Fiction. Nel 2005 è stata realizzata una nuova serie Amanti e segreti 2 in cui il ruolo di protagonista passa da Monica Guerritore a Maurizio Aiello.

## Trama

### Prima stagione
Un noto imprenditore del Nord Est italiano, Max Leonardi (Cesare Bocci) viene ucciso mentre sta rientrando a casa con il regalo della figlia. Ma l'atroce omicidio di quest'ultimo sconvolge gli equilibri di un'agiata e rispettabile famiglia. La Procura e i Carabinieri incriminano la moglie della vittima, Ambra Castelli (Monica Guerritore) che era in crisi col marito da tempo. Ambra è la colpevole perfetta: cocainomane, madre disattenta, schiacciata dai debiti e soprattutto, adultera. Per sua fortuna qualcuno crede ciecamente in lei: è Marta (Christiane Filangieri), sua sorella, giovanissimo avvocato che combatte strenuamente per provare la sua innocenza. Sarà lei, insieme al capitano dei carabinieri Emilio Parenti (Maurizio Aiello), a risolvere il clamoroso caso giudiziario di cui Ambra è protagonista.
Fiore (Benedetta Gargari), la figlia di Ambra e Max, dopo avere subito il trauma per avere assistito alla morte del padre, subisce anche l'assenza forzata della madre ed apprende che la madre è accusata di avere assoldato uno spacciatore per l'omicidio del marito Max Leonardi (in realtà è stato un russo a uccidere Max).
Per Ambra, in carcere, è un momento molto difficile e con un coccio di vetro trovato nel piazzale del carcere si taglia le vene, ma la sua compagna di cella Eva (Iaia Forte) la salva. Viene trasferita in ospedale dove le fanno una trasfusione e la salvano.
Ambra viene scarcerata e chiamerà Fiore a testimoniare.

### Seconda stagione
Dopo il processo Fiore e Ambra partono.
Liliana Ungari (Claudia Coli), figlia del procuratore Ungari, parte per l'Africa, dove scopre una miniera abusiva di diamanti. La donna, nascondendosi una microcamera nel vestito, fa un reportage. Alla presentazione con gli amici di Kirnienko, Tanja Vassylliver (Barbara Mautino) la riconosce come la figlia del procuratore Ungari. Liliana fugge sconvolta e prende un aereo. Arrivata all'aeroporto, Liliana nasconde il video del reportage in un armadietto del personale di servizio, dopo di che, chiama il padre e gli dice che deve parlargli urgentemente. Il padre la invita a cena, arrivata davanti al cancello, parcheggia la macchina, e mentre sta entrando in casa, viene rapita e uccisa. Marta fa delle indagini sulla morte di Liliana, la sua migliore amica, e viene rapita, ma subito liberata quando scoprono che lei è la moglie del Capitano Parenti. Benedetto trovato il reportage nascosto da Liliana nell'aeroporto e scoperto che dietro c'è Roman Kirnienko ex agente del KGB che dopo la fine dell'unione sovietica è diventato un trafficante di armi e di diamanti ricevuti come pagamento per le armi vendute che poi lo stesso Kirnienko rivende grazie a un gioielliere che Luisa ha sposato da cui ha avuto un figlio. Scoperto Kirnienko tenta di fuggire su uno yacht ma viene fermato e arrestato da Emilio col resto della sua banda. Purtroppo la vittoria di Emilio ha un sapore amaro Luisa, a causa di uno sparo di uno degli uomini di Kirnienko, muore alcuni giorni dopo in ospedale: tuttavia prima di morire si fa promettere da Marta di occuparsi di suo figlio, promessa che Marta mantiene adottandolo come suo insieme ad Emilio.

## Episodi
| Stagione         | Episodi | Prima TV |
| ---------------- | ------- | -------- |
| Prima stagione   | 6       | 2004     |
| Seconda stagione | 4       | 2005     |